# Horodyszcze (osiedle w rejonie pińskim)
Horodyszcze (biał. Гарадзішча; ros. Городище) – osiedle na Białorusi, w obwodzie brzeskim, w rejonie pińskim, w sielsowiecie Horodyszcze, nad Jeziorem Horodyskim, przy drodze republikańskiej R8 i przy Rezerwacie Krajobrazowym Środkowa Prypeć.
Znajduje tu się stacja kolejowa Jasiołda, położona linii Homel – Łuniniec – Żabinka.